# ASC Kara
Association Sportive des Chauffeurs de la Kozah, kortweg ASC Kara genoemd, is een Togolese voetbalclub uit Kara.

## Geschiedenis
ASC Kara werd in 1997 opgericht, oorspronkelijk met als doel medewerkers van het syndicaat voor chauffeurs te verbroederen. De club startte in de Troisième Division en promoveerde in 1999 naar de Deuxième Division. 18 jaar later, in 2017, promoveerde het naar de Première Division. In 2019, tijdens het tweede seizoen voor de club op het hoogste niveau, won het zijn eerste landstitel.

## Erelijst
- Landskampioen

2018/19, 2024/25
- Beker van Togo

2019
- Togolese Supercup

2019

## Resultaten in continentale wedstrijden
Toelichting op de tabel: #Q = #kwalificatieronde / #voorronde, #R = #ronde, PO = Play-off, Groep (?e) = groepsfase (+ plaats in de groep), 1/16 =  zestiende finale, 1/8 = achtste finale, 1/4 = kwartfinale, 1/2 = halve finale, TF = troostfinale, F = finale, T/U = Thuis/Uit, BW = Beslissingswedstrijd, W = Wedstrijd.

Uitslagen vanuit gezichtspunt ASC Kara
| Seizoen | Competitie            | Ronde | Land                    | Club                 | 1e W | 2e W | Totaalscore |
| ------- | --------------------- | ----- | ----------------------- | -------------------- | ---- | ---- | ----------- |
| 2019/20 | CAF Champions League  | Q     | Vlag van Benin          | Buffles du Borgou FC | 1-0  | 1-1  | 2-1         |
| 2019/20 | CAF Champions League  | 1     | Vlag van Congo-Kinshasa | AS Vita Club         | 0-0  | 0-1  | 0-1         |
| 2019/20 | CAF Confederation Cup | PO    | Vlag van Nigeria        | Enugu Rangers        | 2-1  | 0-1  | 2-2 (u)     |
| 2021/22 | CAF Confederation Cup | 1     | Vlag van Mauritanië     | ASAC Concorde        | 3-0  | 0-4  | 3-4         |